# 麻薬売春Gメン
『麻薬売春Gメン』（まやくばいしゅんGメン、A Narcotics Agent's Ballad ）は、1972年の日本映画。主演 ： 千葉真一、監督 ： 高桑信、製作 ： 東映、カラー・シネマスコープ、83分。『麻薬売春Gメンシリーズ』の第1作。

## 解説
同僚を殺された麻薬Gメンが、マリファナを密売する犯罪組織を壊滅しようと命がけで戦う物語。菅原通済が主宰する三悪追放協会が全面協力しており、危険な潜入捜査をする主人公・菊池靖男に千葉真一が扮し、ダイナミックに暴れまくるサスペンスアクションが展開されていく。主な脇役として菊池の妻に武原英子、神奈川県警の刑事に宮内洋・佐野浅夫、組織の殺し屋に中村敦夫らがキャスティングされ、菅原通済も出演。本作はシリーズ化されたが、1972年には四か国合作映画『東京-ソウル-バンコック 実録麻薬地帯』が香港で封切り公開されており、この作品にも千葉を主演に迎え、菅原と三悪追放協会が支援している。キャッチコピーは、「殺されてもいい！“囮”捜査に体を張った千葉・中村のアクロバットアクション！」。

## ストーリー
横浜で氾濫しているマリファナの出所を突き止めようとしていた麻薬取締官・岡本が殺された。神奈川県警の刑事・山本と田村が捜査を始める一方、麻薬捜査事務所では菊池靖男に犯罪組織の壊滅を指令する。菊池は岡本の復讐を胸に秘め、悪徳な麻薬Gメンを装い、正体不明の犯罪組織へ果敢に潜入していく。

## キャスト
- 千葉真一 ： 菊池靖男

- 武原英子 ： 菊池冴子
- 宮内洋 ： 田村洋
- 菅原通済 ： 原道済
- 渡辺文雄 ： 大山泰造
- 佐野浅夫 ： 山本
- 戸浦六宏 ： 剣持
- 森秋子 ： 佳子
- 真木沙織 ：  OL
- 渡辺やよい ： まゆみ
- 城恵美 ：  ホステス
- 小林稔侍 ： 配下
- 河合絃司 ： 石田所長
- 相馬剛三 ： 坂本課長
- 日尾孝司 ： 森刑事
- 北川恵一 ：棚橋
- 土山登士幸 ：配下
- 影山龍之 ：配下
- 片山滉 ：老紳士
- 滝島孝二 ：たこ焼き屋
- 久保一 ：刑事
- 団巌 ：ヒッピー
- 伊達弘 ： 永井刑事
- 大泉公孝 ： 井上刑事
- 須賀良 ： 売人
- 仲原新二 ： 取締主任
- 山田甲一 ： 藤村警察医
- 滝波錦司 ： 岡本取締官
- 畑中猛重 ： 配下
- 亀山達也 ： 配下
- 三浦忍 ： 天野真一
- 早乙女リエ ： リエ
- 丘美紀 ： 女子高校生
- 小甲登枝恵 ： リエの母
- 関田千恵子 ： 煙草屋の女房
- 岩井松二郎 ： 煙草屋
- 清水正：リエの父
- オスマン・ユセフ ： 米兵
- ロルフ・ジェッサー ： 米兵
- 中村敦夫 ： 阿南

## スタッフ
- 監督 ： 高桑信

- 脚本 ： 金子武郎・高桑信
- 企画 ： 吉野誠・安斉昭夫
- 撮影 ： 星島一郎
- 美術 ： 中村修一郎
- 音楽 ： 津島利章
- 録音 ： 大谷政信
- 照明 ： 銀屋謙蔵
- 編集 ： 祖田富美夫
- 助監督 ： 馬場昭格
- スチール ： 加藤光男

## 続編
- 『麻薬売春Gメンシリーズ』の第2作に、『麻薬売春Ｇメン 恐怖の肉地獄』（1972年12月16日公開）がある[4]。

### キャスト
- 千葉真一、渡瀬恒彦、菅原通濟、戸浦六宏、郷鍈治、水島道太郎、森秋子、横山リエ

### スタッフ
- 監督：高桑信
- 脚本：金子武郎、高桑信
- 企画：安斉昭夫
- 撮影：星島一郎
- 音楽：津島利章